# مارسل ویس
مارسل ویس (انگلیسی: Marcel Wyss؛ زادهٔ ۲۵ ژوئن ۱۹۸۶) دوچرخه‌سوار اهل سوئیس است.
از باشگاه‌هایی که در آن بازی کرده‌است می‌توان به آی‌ای‌ام سایکلینگ، سونیر دوال-پرودیر، و بورا–هانسگروهه اشاره کرد.